# Município de Washington (condado de Belmont, Ohio)
O município de Washington (em inglês: Washington Township) é um município localizado no condado de Belmont no estado estadounidense de Ohio. No ano de 2010 tinha uma população de 517 habitantes e uma densidade populacional de 5,56 pessoas por km².

## Geografia
O município de Washington encontra-se localizado nas coordenadas 39° 54′ 05″ N, 80° 57′ 23″ O. Segundo a Departamento do Censo dos Estados Unidos, o município tem uma superfície total de 92.93 km², da qual 91,66 km² correspondem a terra firme e (1,36 %) 1,27 km² é água.

## Demografia
Segundo o censo de 2010, tinha 517 pessoas residindo no município de Washington. A densidade populacional era de 5,56 hab./km². Dos 517 habitantes, o município de Washington estava composto pelo 98,45 % brancos, o 0,58 % eram asiáticos e o 0,97 % eram de uma mistura de raças. Do total da população o 0,39 % eram hispanos ou latinos de qualquer raça.